# Xantus Judit
Xantus Judit (Budapest, 1952. március 22. – Santa Pola, Spanyolország 2003. szeptember 13.) műfordító - nem tévesztendő össze Xantus Judit közigazgatási szakjogásszal, Xantus Barbara édesanyjával.

## Élete
Művészcsaládba született, édesapja Xantus Gyula festőművész, testvére Xantus János filmrendező. Francia tagozatos gimnáziumba járt, ahol már foglalkozott művek fordításával, de komolyabban csak Benyhe János hatására az ELTE Bölcsészettudományi Kar Romanisztikai Intézetben kezdett foglalkozni latin-amerikai szerzők műveinek magyarra átültetésével. Az ELTE francia-spanyol szakán 1976-ban szerzett diplomát. 1975-ben Kubában volt ösztöndíjas, ahol tanított is, majd 1983-ban Mexikóba utazott ösztöndíjjal. Itt ismerte meg későbbi férjét, aki spanyol volt, és 1985-ben Spanyolországba költöztek, ahol haláláig élt. Kezdetben francia és angol nyelvtanárként élt Madridban, majd a Magyar Távirati Iroda tudósítójaként dolgozott. Fordítással 1989 óta foglalkozott, sok segítséget kapott a chilei-magyar származású Adan Kovacsicstól.
Magyarországon még spanyolból fordított magyarra: Jorge Luis Borges, Julio Cortázar, Gabriel García Márquez, Germán Arciniegas, Cécile Aubry és más szerzők műveivel foglalkozott. 1975-ben és 1979-ben is elnyerte az Európa Könyvkiadó nívódíját. Spanyolországba költözését követően magyar szerzőket fordított spanyolra: másik mellett Krúdy Gyula, Móricz Zsigmond, Szentkuthy Miklós írásait, de Kosztolányi Dezső, Szerb Antal, Márai Sándor, Esterházy Péter több kötetét is az ő fordításában jelentették meg Spanyolországban. Kertész Imre nevét Spanyolországban szintén az ő tolmácsolásában ismerhették meg az olvasók, a Sorstalanság c. regény évekkel az irodalmi Nobel-díj odaítélése előtt, 1996-ban megjelent spanyolul.
Bár Spanyolországban élt, a balatonfüredi Lipták-villába – a Magyar Műfordítóházba – rendszeresen visszatért. Az utókor kiemeli kivételes munkabírását, elkötelezettségét a spanyol–magyar kulturális kapcsolatok ápolásában. Santa Polában élt, Alicante tartományban, a tengerparton. Hamvait is egy innen induló hajóról szórták a tengerbe.

## Fordításai
Válogatás a magyarra fordított művekből
- Germán Arciniegas: A karibi világ életrajza, 1977
- Jose Donoso: Csapjunk egy nagy murit! : elbeszélések, Budapest : Európa, 1980 Pécs
- Cécile Aubry: Belle és Sébastien Budapest : Móra, 1981.
- Osman Lins: Kilenc és kilenced, elbeszélések, Európa, 1985 Debrecen
- Philippe Curval: Ó, de szép ez a New York, regény, Budapest : Magvető, 1986
- Jorge Luis Borges: A titkos csoda, elbeszélések, Budapest : Európa, 1986
- Marie-Giséle Landes-Fuss: Egy rém ronda vörös barakk Amerikában, regény, Budapest : Magvető, 1987
- Utolsó szerelem. Mexikói szerelmes novellák, válogatott fordítások, Budapest : Európa, 1987
- David Alfaro Siqueiros: Úgy hívtak, hogy „Ezredes Úr”, Budapest : Európa, 1988;
- Luis Buñuel: Utolsó leheletem, önéletrajz, Budapest : Európa, 1989
- Jorge Ibargüengoitia: Halott lányok, regény, Budapest : Európa, 1990.
- Gabriel García Márquez: Egy hajótörött története … Budapest : Magvető, 2018, cop. 1996.

Válogatás a spanyolra fordított művekből
- Gyula Krúdy: La Carroza carmesí – Península Barcelona 1989
- De gestis Hungarorum ab origine gentis ad a. 1330 – Casariego Madrid 1991
- Sándor Márai: El Último encuentro – Emecé Barcelona 1999
- Antal Szerb: El Viajero bajo el resplandor de la luna – Ediciones del Bronce Barcelona 2000
- Imre Kertész: Sin destino – El Acantilado Barcelona  2001
- Péter Esterházy: Armonía celestial – Círculo de Lectores Barcelona 2003
- Béla Zsolt: Nueve maletas – Punto de Lectura Madrid 2005